# التنخر العظمي التلقائي في الركبة
التنخر العظمي التلقائي في الركبة هو نتيجة لقصور الشرايين الوعائية في اللقمة الفخذية الوسطى للركبة الأمر الذي يؤدي إلى نخر ودمار العظام. غالبًا ما يكون من جانب واحد ويمكن أن يترافق مع تمزق الغضاريف الهلالية.

## العلامات والأعراض
تتميز الحالة عادةً ببداية مفاجئة لألم في الركبة، يتفاقم في الليل، أو أثناء تحمل الأوزان مثل الوقوف أو الجري. ومع ذلك، يمكن أن تحدث أيضًا أثناء الراحة أو دون تحمل أي وزن. تؤثر نحو 94% من الحالات على اللقمة الوسطى لعظم الفخذ. وذلك لأن إمداد الدم إلى اللقمة الإنسية أقل من إمداد الدم إلى اللقمة الجانبية لعظم الفخذ. قد تتدهور الحالة، ما يسبب نمطًا غير متماثل في المشي أو الجري. في بعض الأحيان، يكون لديهم تاريخ من الإصابة بهشاشة العظام أو قلتها.
يعد الألم الموضعي فوق الركبة الوسطى هو النتيجة الأكثر شيوعًا لهذه الحالة. ويحدث عادة في جانب واحد، دون وجود تاريخ سابق من الرضوض. ينبغي النظر إلى تنخر العظم التلقائي في الركبة جنبًا إلى جنب مع التشخيص التفريقي لالتهاب المفاصل العظمي، وتمزق الغضروف المفصلي الإنسي، وكسر الهضبة الظنبوبية. عادة ما يعاني مرضى تنخر العظم التلقائي في الركبة من بداية مفاجئة لألم في الركبة، في حين أن التهاب المفاصل العظمي لديه بداية تدريجية وتدريجية لألم في الركبة.

## السبب
وهو أكثر شيوعًا عند الإناث فوق سن 50 عامًا مع عوامل الخطر المحتملة لاستخدام الكورتيكوستيرويد، والذئبة، وإدمان الكحول، والتهاب البنكرياس، وفقر الدم المنجلي، والتهاب المفاصل الروماتيزمي.

## التشخيص
في المراحل المبكرة من المرض، لا توجد نتائج واضحة للأشعة السينية. يمكن العثور على وجود منطقة شفافة للأشعة في منطقة المشاشية وتسطيح اللقمة الفخذية في المراحل المتأخرة من المرض. لقد ثبت أن التصوير بالرنين المغناطيسي حساس ومحدد للمرض. يُظهر التصوير بالرنين المغناطيسي T1 وT2 وذمة نخاع العظم، وإشارة منخفضة تحت الغضروف، وتركيز خطي هلالي تحت الغضروف، واكتئاب محيط المشاش البؤري.

## العلاج
يعتبر تقويم مفاصل الركبة بالكامل (TKA) هو معيار الرعاية. ومع ذلك، في حالة التنخر العظمي التلقائي في الركبة، غالبًا ما يُصاب جانب واحد فقط من مفصل الركبة، لذلك يمكن اعتبار تقويم مفاصل الركبة أحادي الجزء (UKA) كبديل يؤدي إلى وقت تعافي أقصر. خلص التحليل التلوي إلى أن UKA كانت بديلًا ممتازًا لـ TKA، مع القليل من المضاعفات وبقاء جيد.